# حالة مصلية

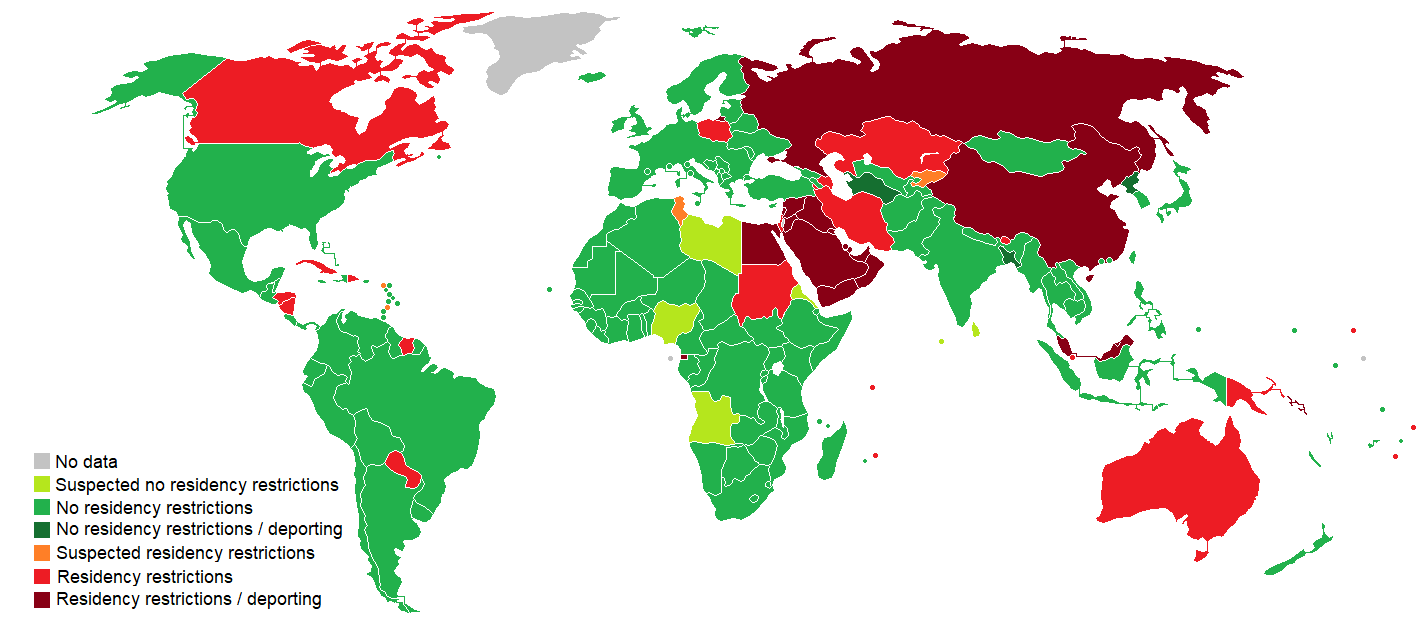
قيود الإقامة على أساس السفر بسبب الإصابة بفيروس نقص المناعة البشرية

الحالَة المَصليّة أو الوضع المَصلي أو كمية المضادات في المصل (بالإنجليزية: Serostatus)‏ هو مصطلح يشير إلى حالة وجود أو عدم وجود علامات مصلية في الدم. حيث يُعتبر وجود العلامات المصلية للدرجة التي يمكن اكتشافها في المصل إيجابية المصل (بالإنجليزية: seropositivit)‏، في حين أن غياب مثل هذه المستويات التي يمكن اكتسافها يٌعتبر سلبية المصل (بالإنجليزية: seronegativity)‏.

## فيروس نقص المناعة البشرية المكتسب/ الإيدز
يستخدم مصطلح الوضع المصلي عادة في جهود الوقاية من فيروس نقص المناعة البشرية/الإيدز. وقد شددت الدعوة الاجتماعية في السنوات الأخيرة على أهمية تعلم الشخص المصاب بفيروس نقص المناعة البشرية / الإيدز في محاولة للحد من انتشار المرض. 

## أمراض المناعة الذاتية
حقق الباحثون في آثار الوضع المصلي للأجسام المضادة على أمراض المناعة الذاتية. وقد أدت دراسة مجموعات من المرضى سلبيي المصل إلى تحديد الأجسام المضادة الإضافية التي يمكن أن تساعد في التشخيص.